# Castillon-la-Bataille
Castillon-la-Bataille é uma comuna francesa na região administrativa da Nova Aquitânia, no departamento da Gironda. Estende-se por uma área de 5,68 km². Em 2010 a comuna tinha 3 216 habitantes (densidade: 566,2 hab./km²).